# Élection présidentielle tchadienne de 2006
L’élection présidentielle tchadienne de 2006 se déroule le 3 mai 2006 afin d'élire le président du Tchad pour un mandat de cinq ans.
Le scrutin se tient dans le contexte de plusieurs semaines des troubles liés à une tentative de renversement par des rebelles armés. Le président sortant Idriss Déby est candidat à sa réélection, une candidature devenue possible en 2005 après un référendum constitutionnel ayant aboli la limite à deux mandats présidentiels. Les principaux partis de l'opposition boycottent l'élection, entrainant une très faible participation et une réélection sans surprise du président sortant.

## Résultats
| Candidat                | Parti                                                   | Voix      | %     |
| ----------------------- | ------------------------------------------------------- | --------- | ----- |
| Idriss Déby             | Mouvement patriotique du salut                          | 1 863 042 | 64,67 |
| Delwa Kassiré Coumakoye | Rassemblement national pour la démocratie et le progrès | 435 997   | 15,13 |
| Albert Pahimi Padacké   | Rassemblement national des démocrates tchadiens         | 225 368   | 7,82  |
| Mahamat Abdoulaye       | Mouvement pour la paix et le développement au Tchad     | 203 637   | 7,07  |
| Brahim Koulamallah      | Mouvement socialiste africain rénové                    | 152 940   | 5,31  |
| Blancs et nuls          | Blancs et nuls                                          | 143 237   | –     |
| Total                   | Total                                                   | 3 024 226 | 100   |
| Inscrits/Participation  | Inscrits/Participation                                  | 5 697 922 | 53,08 |